# لیم فونگ کی
لیم فونگ کی (انگلیسی: Lim Fung Kee؛ زادهٔ ۲۴ مارس ۱۹۵۰) بازیکن فوتبال اهل مالزی است
این بازیکن به‌همراه تیم ملی فوتبال مالزی در بازی‌های المپیک تابستانی ۱۹۷۲ شرکت کرده‌است.